# Theodor von Hordt
Theodor Josef Freiherr von Hordt, češki Bohdan von Hordt (Pardubice, 19. ožujka 1861. – Prag, 9. veljače 1921.) je bio austrougarski general i vojni zapovjednik. Tijekom Prvog svjetskog rata zapovijedao je 10. i 33. pješačkom divizijom, te IV. korpusom na Istočnom i Talijanskom bojištu.

## Vojna karijera
Theodor von Hordt je rođen 19. ožujka 1861. u Pardubicama. Sin je kontrolora Theodora Hordta i njegove supruge Marie Stumpf. Osnovnu pohađa u Pragu, dok od 1876. kao kadet pohađa vojnu školu za pješaštvo također u Pragu. Od 1886. pohađa Ratnu akademiju u Beču. Čin general bojnika dostiže u studenom 1910., dok je u čin podmaršala unaprijeđen u svibnju 1914. godine.

## Prvi svjetski rat
Na početku Prvog svjetskog rata Hordt je imenovan zapovjednikom 10. pješačke divizije. Navedena divizija nalazila se u sastavu IX. korpusa kojim je na Istočnom bojištu zapovijedao Lothar von Hortstein, a koji korpus se pak nalazio u sastavu 4. armije kojom je zapovijedao Moritz Auffenberg. Zapovijedajući 10. pješačkom divizijom Hordt sudjeluje u Galicijskoj bitci i to najprije u Bitci kod Komarowa, te potom u Bitci kod Rava-Ruske. U listopadu 1914. divizija sudjeluje u Bitci kod Limanowe.
U svibnju 1915. postaje zapovjednikom 33. pješačke divizije zamijenivši na tom mjestu Ferdinanda Gogliu. Navedena divizija nalazila se u sastavu 2. armije, te s istom sudjeluje u ofenzivi Gorlice-Tarnow i gonjenju ruskih snaga. Tijekom Brusilovljeve ofenzive Hordt je imenovan zapovjednikom IV. korpusa. Navedenim korpusom zapovijeda do kolovoza 1917. kada je promaknut u čin generala pješaštva, te imenovan zapovjednikom Grupe Hordt koja je na Talijanskom bojištu ušla u sastav 10. armije. Grupom Hordt zapovijeda tijekom Kobaridske ofenzive nakon koje je u prosincu imenovan vojnim guvernerom Hermannstadta. Navedenu dužnost obnaša do rujna 1918. kada je imenovan vojnim guvernerom Temišvara. Dužnost vojnog guvernera Temišvara obnaša sve do kraja rata. Tijekom rata Hordt je u ožujku 1916. dobio plemićki naslov, te je u siječnju 1918. uzdignut u baruna.

## Poslije rata
Nakon završetka rata Hordt je s 1. siječnjem 1919. umirovljen. Preminuo je 9. veljače 1921. godine u 60. godini života u Pragu. Pokopan je u Pragu na grobljima Olšany u grobnici obitelji von Waldek. Tamo je pokopana i njegova supruga Josefina von Waldek (1864–1934). Nadgrobnik su dizajnirali bečki arhitekti Fellner i Hellmer, kip Anđela smrti kojeg je stvorio Caspar von Zumbusch. 

## Vanjske poveznice
(eng.) Theodor von Hordt na stranici Axishistory.com

(češ.) Theodor von Hordt na stranici Valka.cz